# Curon Venosta
Pour les articles homonymes, voir Venosta.
Curon Venosta (en allemand, Graun im Vinschgau) est une commune italienne d'environ 2 400 habitants située dans la province autonome de Bolzano dans la région du Trentin-Haut-Adige dans le nord-est de l'Italie.

## Toponymie
Le toponyme est attesté en 1140 - 1160 comme Curun, en 1164 - 1167 comme Curunes, en 1327 comme Curaun, et en 1414 comme Grawn

## Répartition des langues
Selon le recensement de 2011, la plupart des habitants (98 %) parlent l'allemand comme langue maternelle, 2 % parlent l'italien nativement.

## Géographie

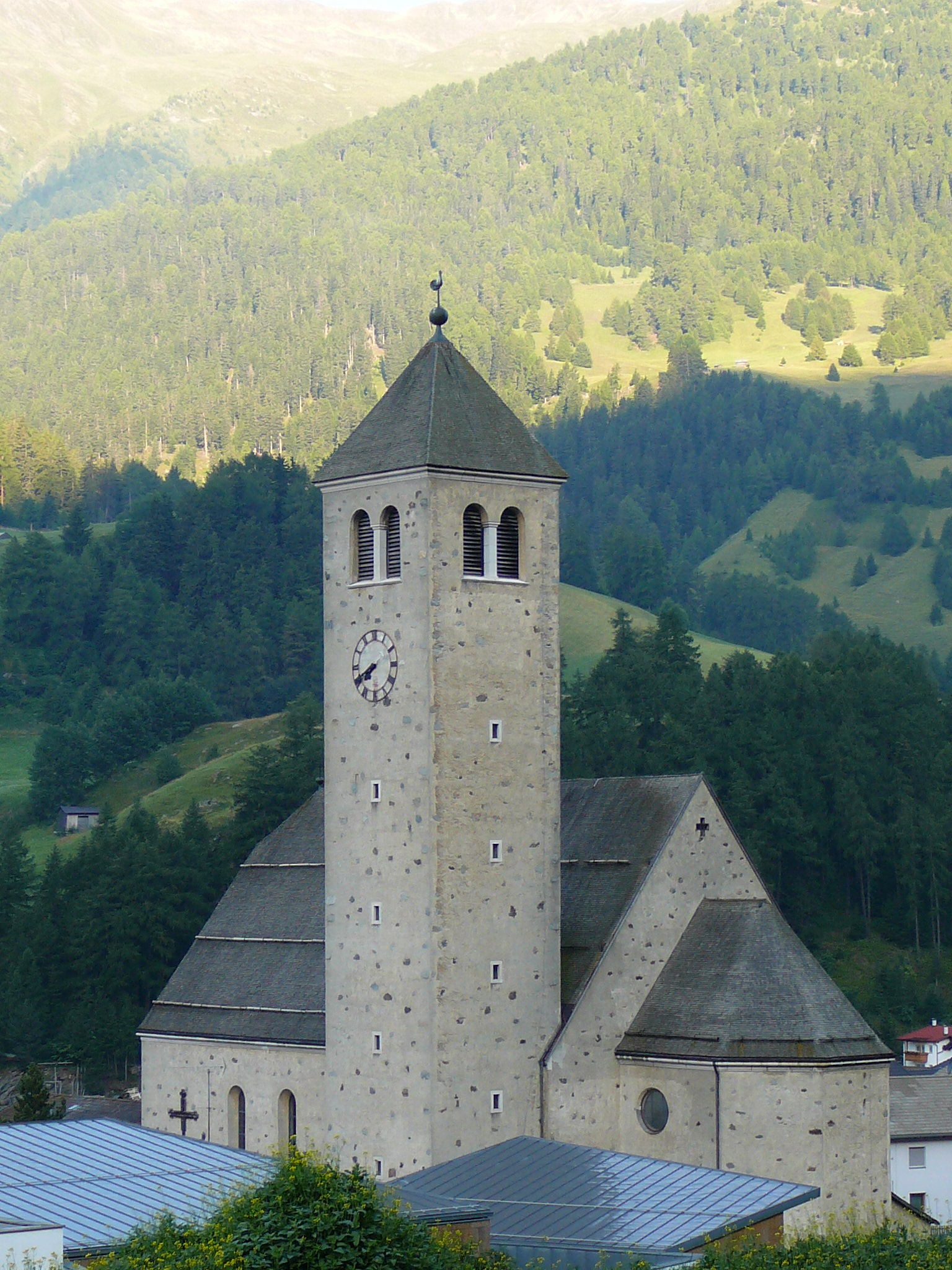
La nouvelle église du hameau de Resia.

Situé à l'extrémité nord-ouest de la province, Curon Venosta borde au nord, via le col Resia, l'Autriche, à l'ouest la Suisse (Engadine, Grisons) et au sud la commune italienne de Malles Venosta.
La commune est située au bord du lac de Resia, un lac artificiel utilisé pour la production d'énergie hydroélectrique qui a pour particularité de laisser dépasser le sommet du clocher de l'ancien village de Curon/Graun, village qui fut enseveli par les eaux lors de la construction du barrage de Resia en 1950. Elle se situe également sur le versant italien du col de Resia, reliant l'Autriche à l'Italie, au cœur du Tyrol.
Sur le Piz Lad — dont une partie appartient à la municipalité de Curon Venosta — les frontières de la Suisse, de l'Autriche et de l'Italie se rencontrent.

### Hameaux
- Caprone
- Melago
- Vallelunga
- Resia
- San Valentino alla Muta

### Commune limitrophe
Les communes limitrophes sont  Kaunertal, Malles Venosta, Nauders, Pfunds, Ramosch, Sent, Sölden, Tschlin et Valsot.

## Histoire
Depuis 1950, le vieux village de Curon/Graun est submergé par le lac Resia, un bassin artificiel adapté à la production d'énergie hydroélectrique.
En l'an 15 av. J.-C., le val Venosta, jusque-là peuplée d'ethnies celtiques, tomba sous la domination des Romains, qui construisirent la première grande route de communication commerciale et militaire, traversant le col de Resia : la via Claudia Augusta. Cette route, qui reliait l'Italie à l'Allemagne, a pris le nom de Via Superiore (en allemand Oberer Weg) ou Via di Svevia (allemand Schwabenweg) au Moyen Âge.
À partir de la fin du Moyen Âge, le haut val Venosta a été colonisée par des populations germaniques, qui sont devenues l'ethnie dominante.

## Armoiries
Les armoiries sont tronquées, bleues et blanches, séparées par une fine bande verte. Au centre, il y a un clocher comprenant trois fenêtres de couleur grise et de cuspide bleue. Le clocher est celui du XIVe siècle qui émerge du lac de Resia. Les armoiries ont été adoptées le 30 juin 1967.

## Monuments et lieux d'intérêt

### Le clocher submergé

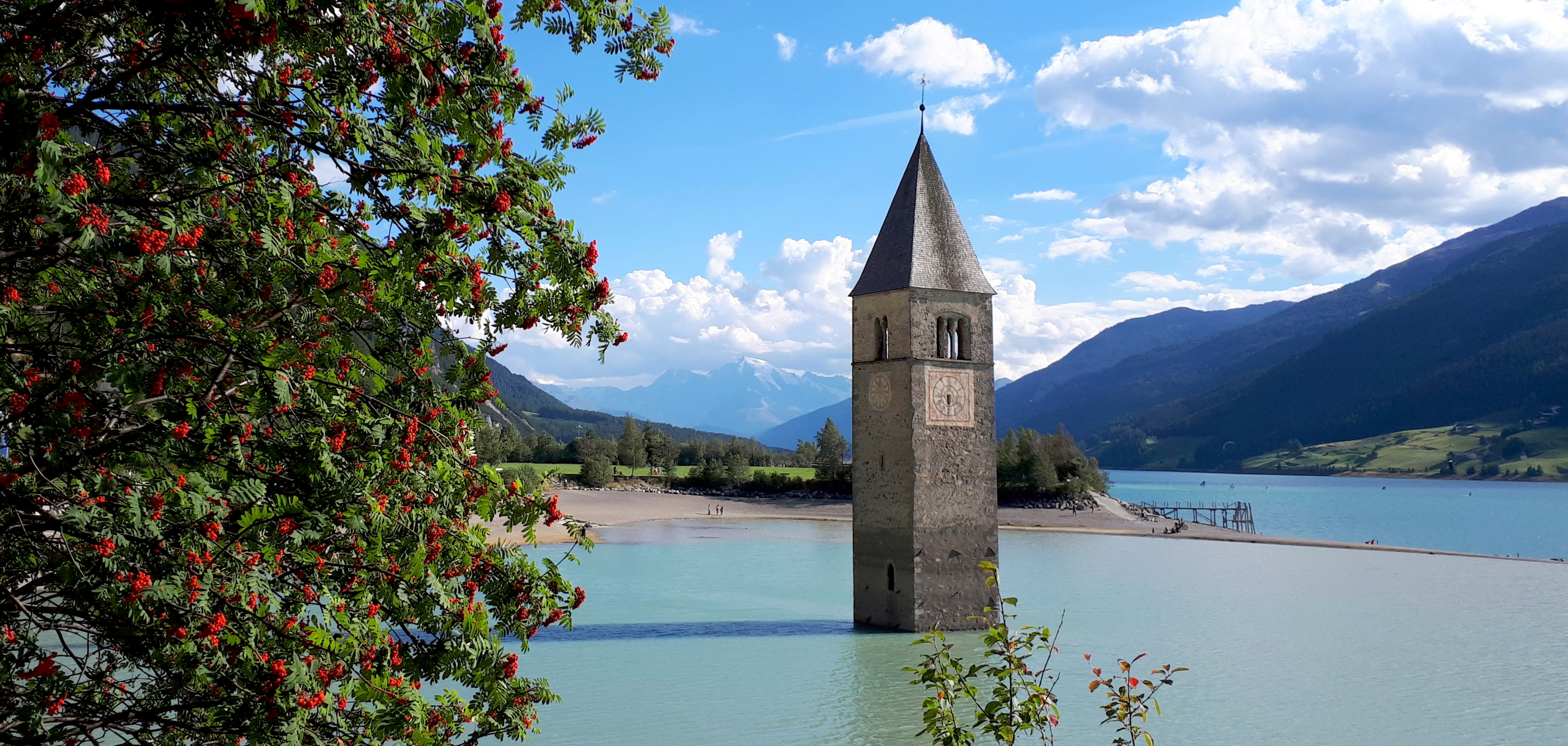
Le clocher submergé.

L'ancien clocher de Curon — et l'église qui y était attachée — date de 1357. En hiver, lorsque le lac de Resia gèle, le clocher est accessible à pied. Une légende raconte que certains jours d'hiver, les cloches — qui ont été retirées du clocher le 18 juillet 1950, avant la formation du lac, — peuvent encore être entendues.
En 2009, la dernière restauration de la structure a été réalisée : en mai, le niveau d'eau du lac a été légèrement abaissé avec des remblais temporaires afin de permettre des interventions sur les zones submergées, sujettes à l'infiltration d'eau. Le toit a également été restauré, pour la première fois depuis 1899 (comme le montre la date gravée sur les tuiles). Le coût total de la restauration, qui s'est achevée le 9 juillet 2009, était d'environ 130 000 €.
L'histoire est rappelée dans le film Il paese sommerso, présenté à l'édition 2018 du Festival du film de Trente, et racontée dans le roman Resto qui de Marco Balzano.
La série Netflix Curon  datée de 2020 a lieu dans ce village.

## Économie
Le village comprend 2 900 hectares, dont environ un tiers de forêt et deux tiers de pâturages, où se trouvent quatre abris pour bergers.
Pendant l'été, environ 60 familles locales pratiquent des activités paysannes et amènent jusqu'à 600 bovins au pâturage. De plus, une dizaine de bûcherons sont employés dans divers travaux forestiers. Le produit de ces activités est réinvesti dans leur financement.

## Administration
| Période                                  | Période  | Identité          | Étiquette              | Qualité |
| ---------------------------------------- | -------- | ----------------- | ---------------------- | ------- |
| 2000                                     | 2010     | Albrecht Plangger | Südtiroler Volkspartei |         |
| 2010                                     | en cours | Heinrich Noggler  | Südtiroler Volkspartei |         |
| Les données manquantes sont à compléter. |          |                   |                        |         |

## Sport
La commune compte trois domaines skiables : Schöneben, Haideralm et Maseben, fermé depuis 2014. Les domaines de Schöneben et Haideralm sont membres de l'Ortler Skiarena et de la Skiarena Vinschgau.

## Galerie

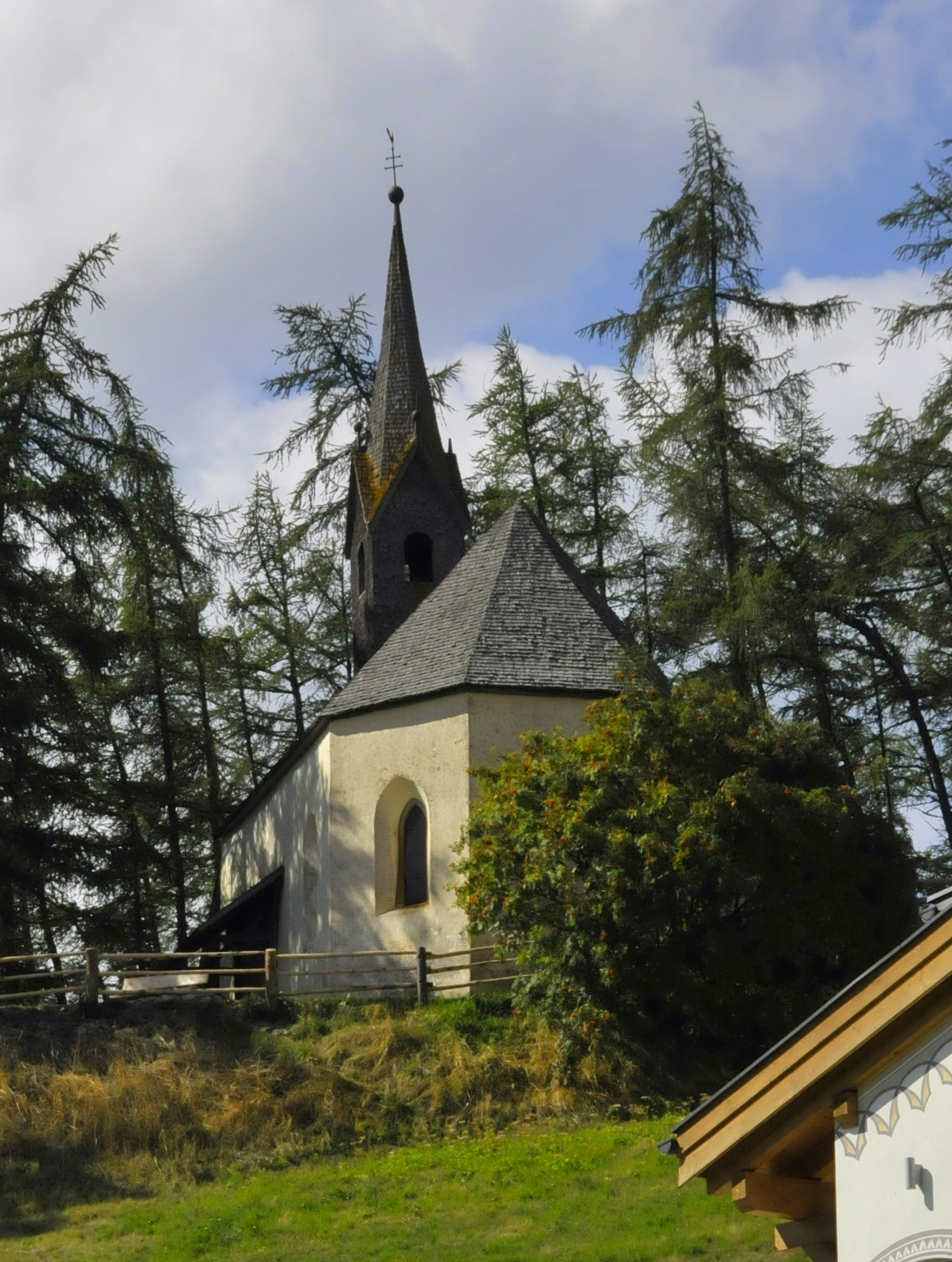
Chapelle Sainte-Anne.
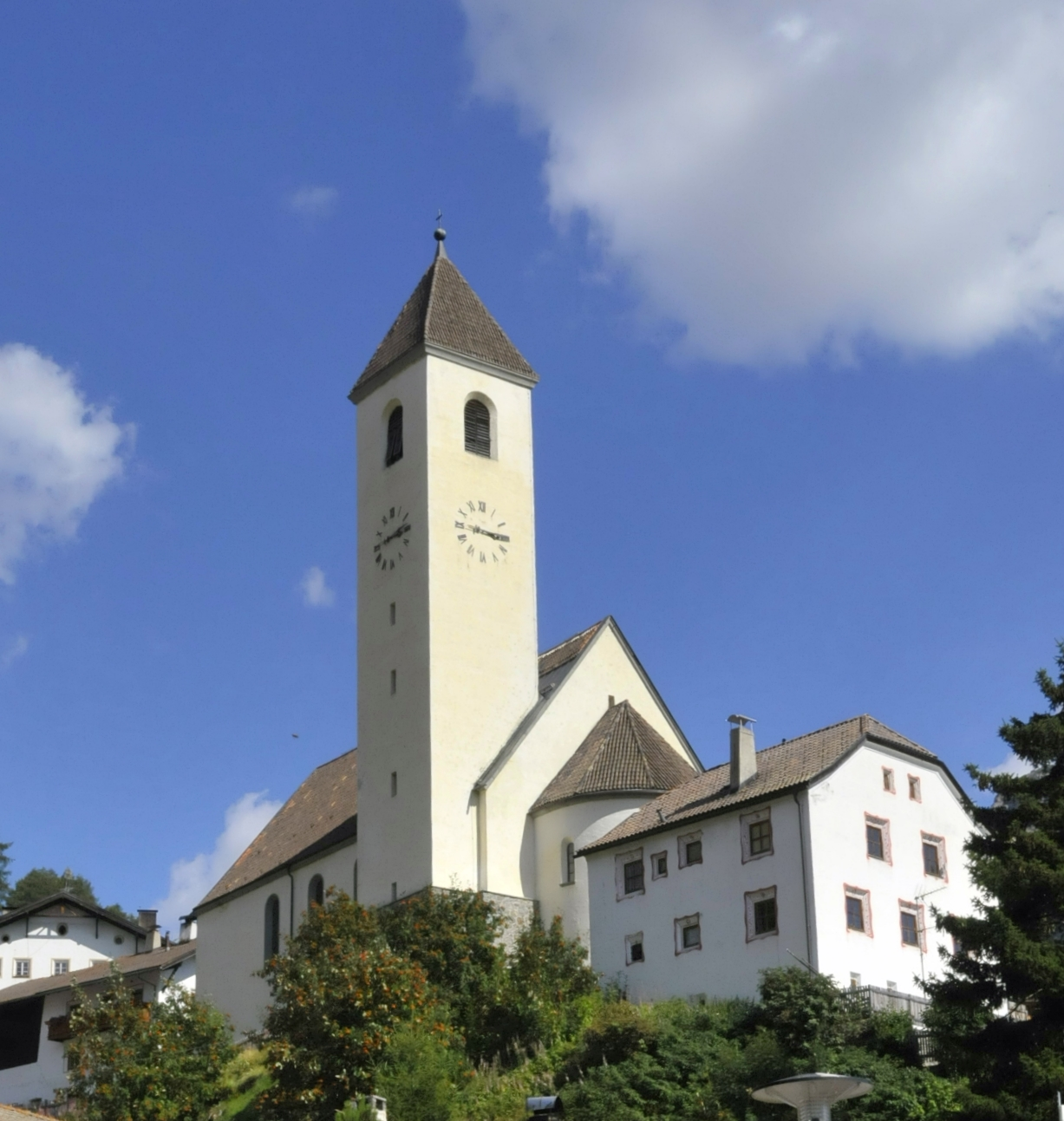
Nouvelle église paroissiale de Sainte-Catherine.
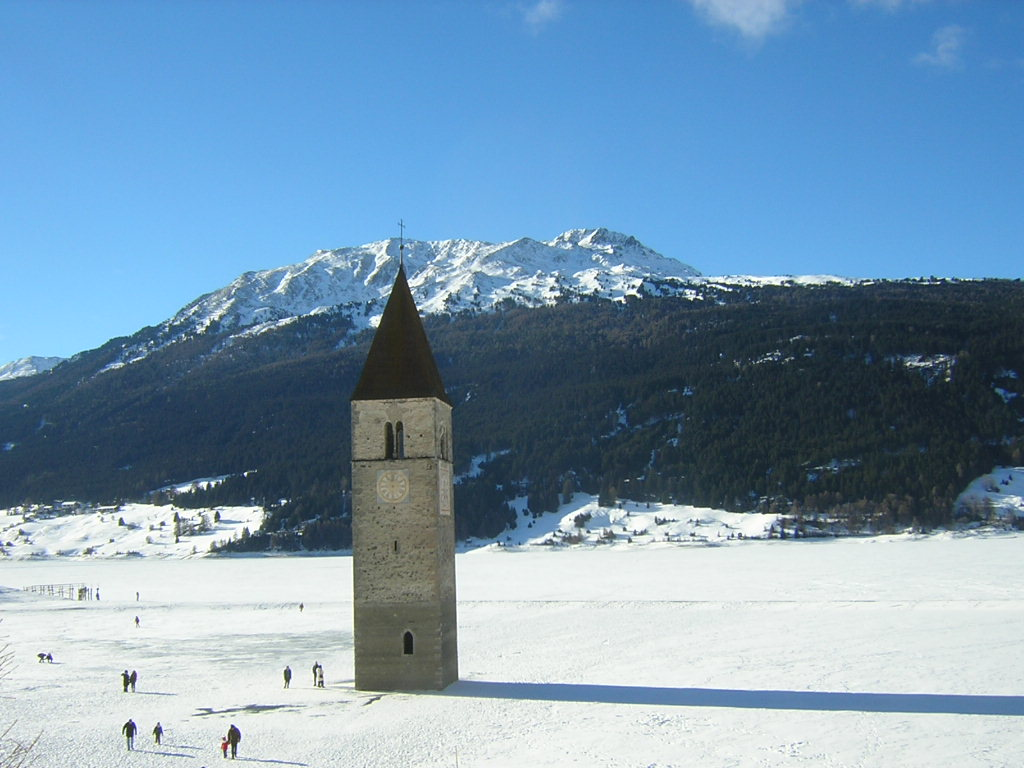
Clocher de l'église d'Alt-Graun dans le lac de Resia.
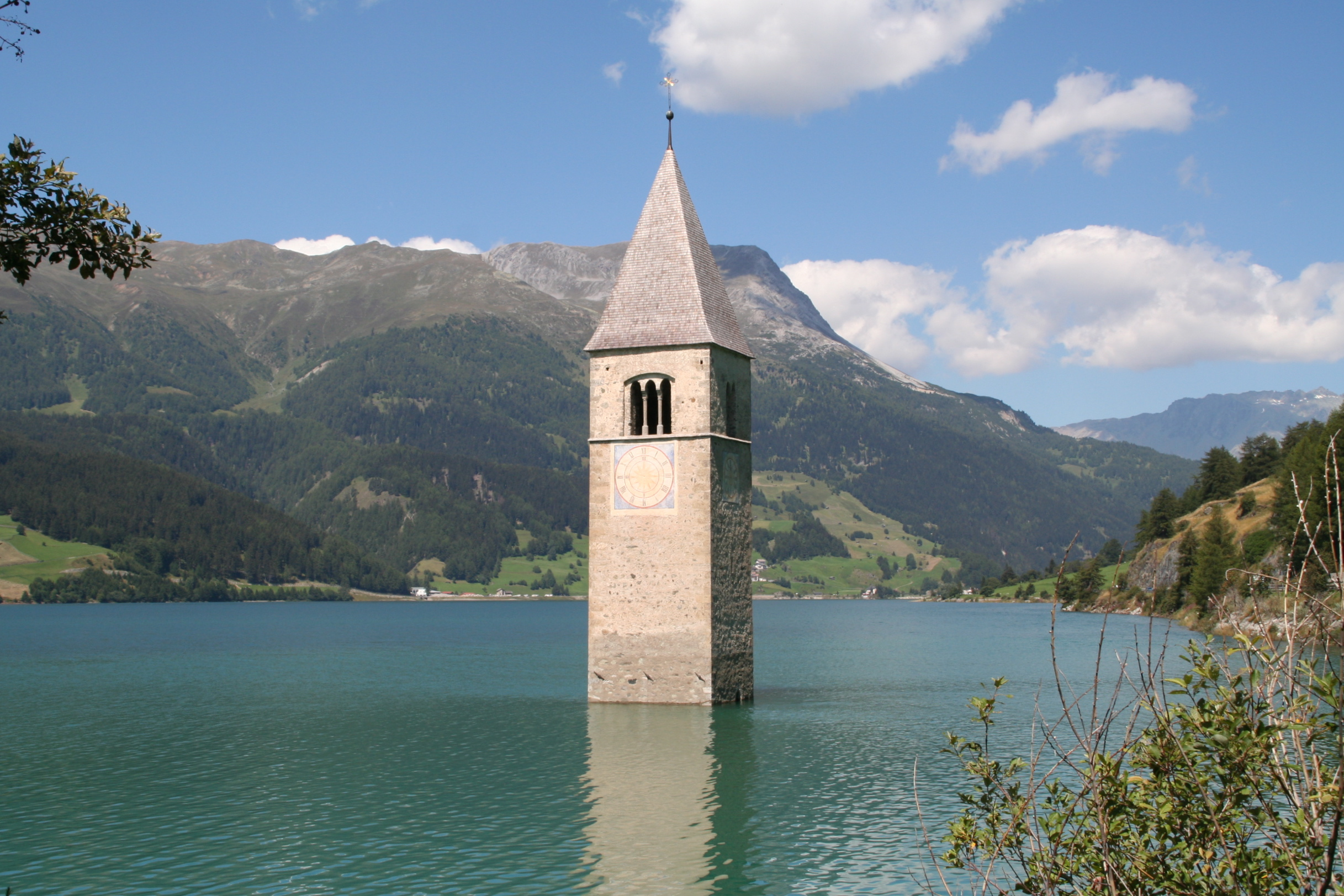
Clocher de l'église d'Alt-Graun dans le lac de Resia.
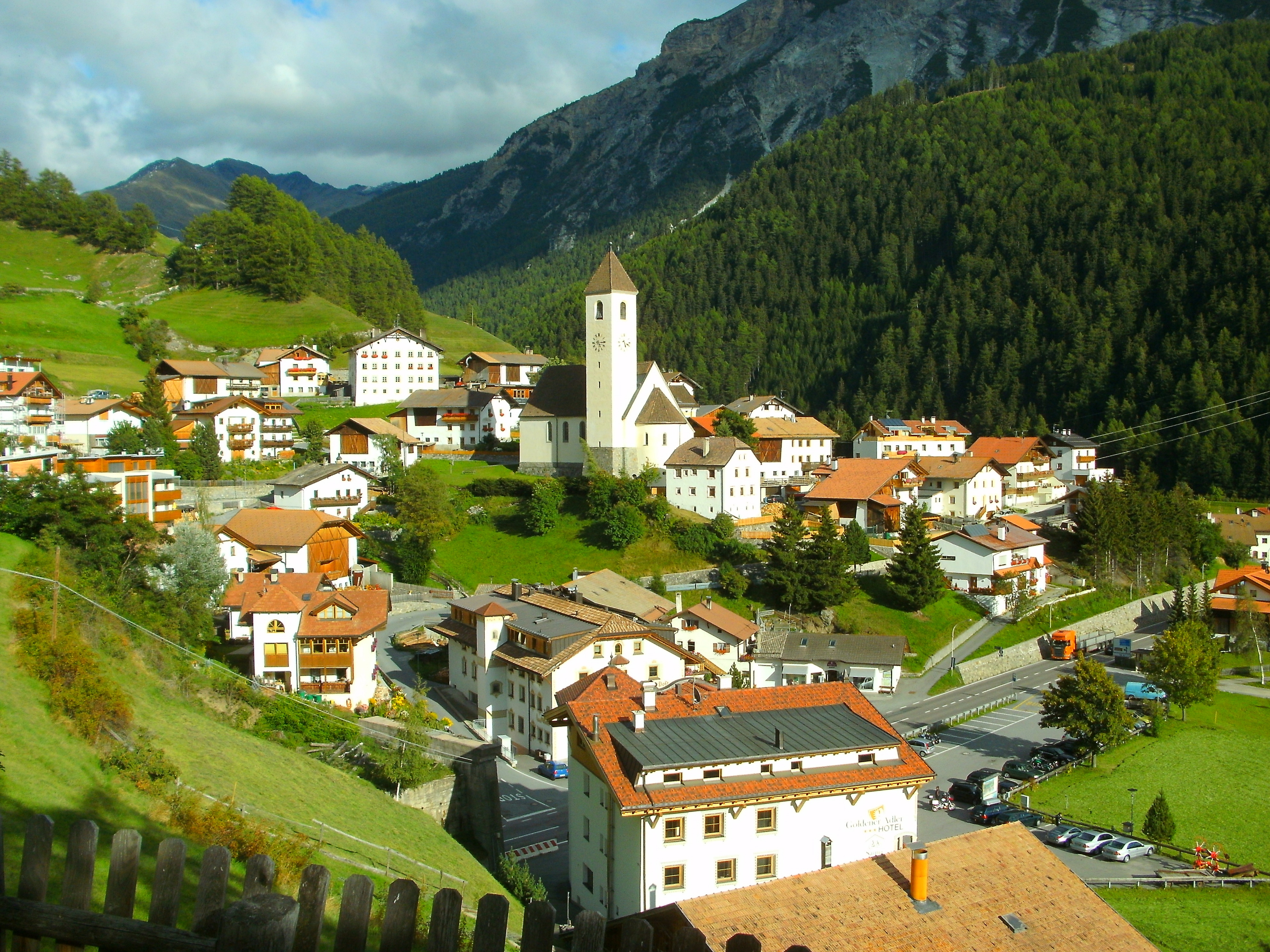
Curon Venosta avec la nouvelle église paroissiale.

Vitrail à l'église Saint-Sébastien
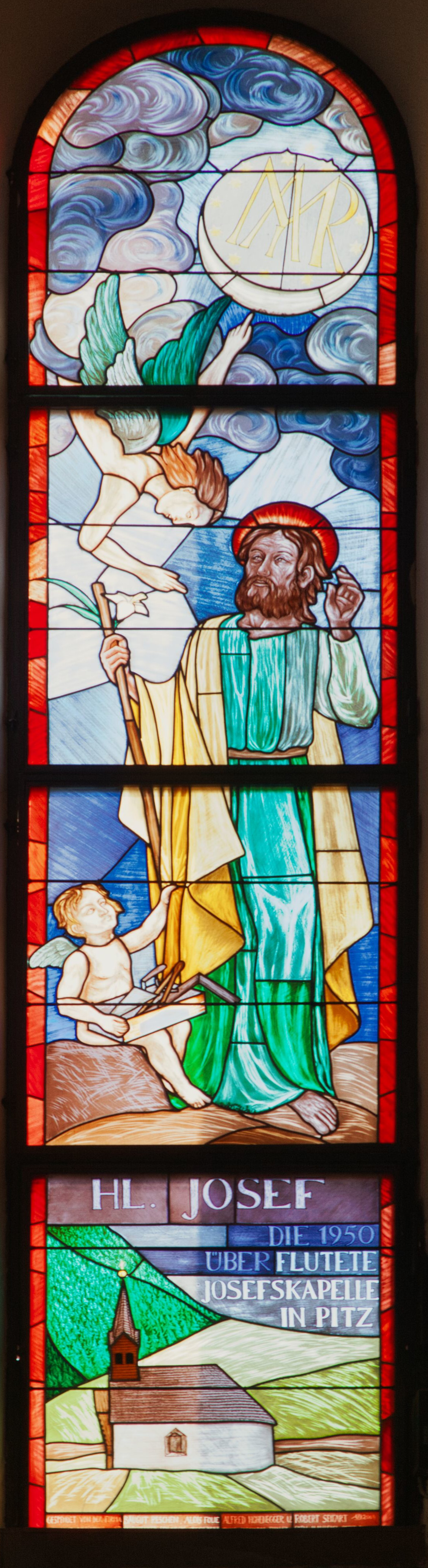
Vitrail
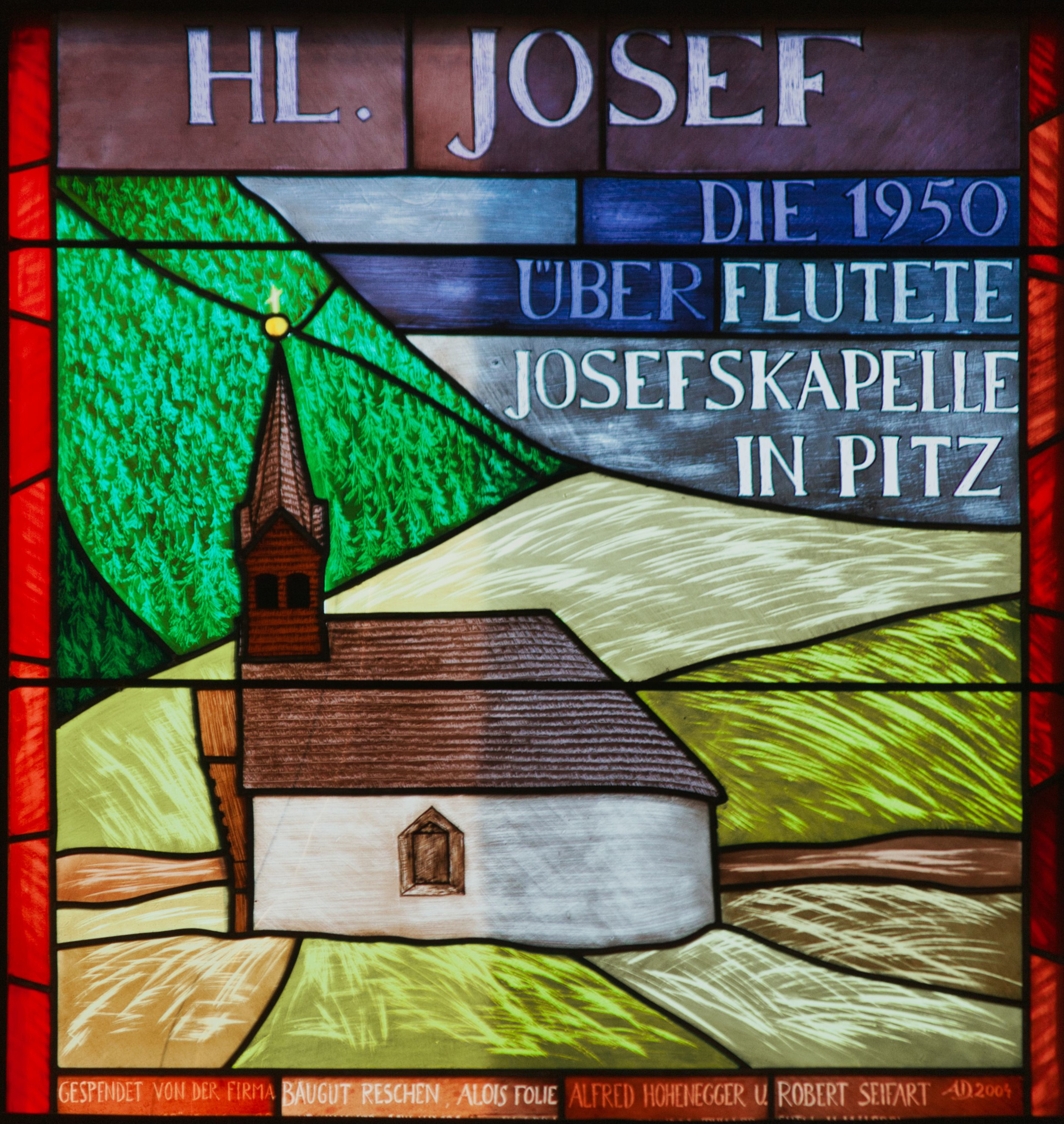
Détail rappelant l'inondation de la chapelle à Pitz